# Pudisoo
Pudisoo est un village de la paroisse de Kuusalu dans le nord de la région de Harju en Estonie. Au 1er janvier 2012, le village compte 39 habitants.